# Heaviside-függvény

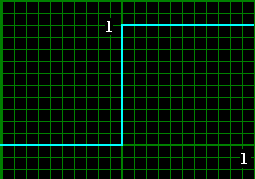
Valahogy így nézne ki a Heaviside-függvény egy oszcilloszkóp ernyőjén

Az ún. Heaviside-függvény (a műszaki életben gyakran: egységugrás függvény) egy elemi egyváltozós valós függvény. A lépcsős függvények családjába tartozik, a szignumfüggvény egyszerű lineáris transzformáltja: kiszámolható, mint a független változó szignumának és az 1 konstansnak számtani közepe.
A függvényt a műszaki életben (például elektronika, vezérléselmélet, DSP, MNH- és általában MI-kutatás) is alkalmazzák. Gyakorta használják olyan szignálok leírására, melyek egy adott időponttól kezdve folyamatosan észlelhetőek. Általában H(x)-szel jelölik, de előfordul még a θ(x) és az u(x) jelölés is. Szokásos az ε(t) jelölés is.
Angolszász nyelvterületen a Heaviside function (Heaviside-függvény) néven kívül nevezik unit step functionnek („egységugrás függvény”), illetve hard limit functionnek („éleshatár”-függvény). Ezek az elnevezések a magyar nyelvű szakmunkákban is gyakran előfordulnak.

A függvény grafikonja a H(0) = 0,5
megállapodást használva

## Történetéről
A függvényt Oliver Heaviside (1850 – 1925) angol mérnök-fizikus-matematikus vezette be az elektronikus áramkörökben mért áramerősség elméleti leírására.
Többféle konvenció alakult ki arra nézve, hogy a 0 szakadási helyhez tartozó H(0) értéket hogyan definiálják. Eredetileg a H(0) := 0,5 megállapodás volt használatos, és ma is ez a leggyakoribb; későbbi szerzők a H(0) = 0 vagy a H(0) = 1 megállapodással is élnek (ld.: Heaviside-függvénycsalád).

## A Heaviside-függvény definíciói
| {\displaystyle H(x):\mathbb {R} \to \mathbb {R} ;\ H(x)=} 1. {\displaystyle =} {\displaystyle {\mbox{ }}_{\ {\begin{cases}1,&{\mbox{ha }}x>0;\\{\frac {1}{2}},&{\mbox{ha }}x=0;\\0,&{\mbox{ha }}x<0\end{cases}}}} 2. {\displaystyle =} {\displaystyle {\frac {\operatorname {sgn}(x)+1}{2}}} 3. {\displaystyle =} {\displaystyle \int _{-\infty }^{x}{\delta (t)}dt} 4. {\displaystyle =} {\displaystyle \lim _{\epsilon \to 0}-{1 \over 2\pi i}\int _{-\infty }^{\infty }{1 \over \tau +i\epsilon }e^{-ix\tau }d\tau } |

A függvényt többek között esetszétválasztásos úton ([1]), vagy az ún. szignumfüggvény ({\displaystyle sgn(x)}) felhasználásával ([2]) lehet definiálni.
Értékei azonban infinitezimális (azaz határértékeket, például Riemann-integrált használó) úton is számolhatóak: a {\displaystyle \delta (t)} Dirac-féle deltafüggvény általánosított Riemann-integrálásával, azaz ún. improprius integrálásával ([3]), illetve egy komplex függvénytani formulával ([4]).

## A Heaviside-függvénycsalád

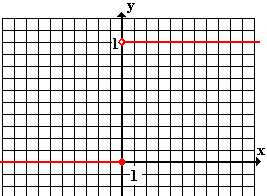
H_{0}(x)

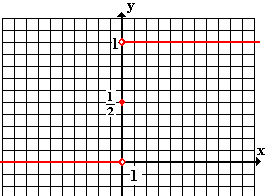
H_{1/2}(x)

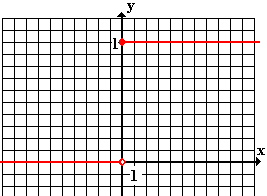
H_{1}(x)

A H(0) = 0,5 egyenlőség helyett megállapodhatunk bármely másik valós számban is, a függvény 0 helyen vett értéke mi legyen. Így definiálható végtelen sok (kontinuum sok) függvény, melyek „majdnem mindenütt” egyenlőek az itteni képlettel definiált függvénnyel:
| Hz(x): ℝ→ℝ; Hz(x) = {\displaystyle \ {\begin{cases}1,&{\mbox{ha }}x>0;\\z,&{\mbox{ha }}x=0;\\0,&{\mbox{ha }}x<0\end{cases}}} |

ahol z∈ℝ tetszőleges valós szám lehet.
Ezek közül leggyakrabban H0(x) (tehát melyre H0(0)=0) illetve a H1(x) (tehát melyre H1(0)=1) használatosak. Megvan az az előnyük, hogy elegendő csak kettős esetszétválasztással definiálni őket, és nem kell három esetet megkülönböztetni.
Pl.:

Mellesleg, H1(x) egyszerű lineáris transzformáltja H0(x)-nak:

Néha a Hz(x) jelölést a H(x-z), még inkább a H1(x-z) rövidítésére is használják; noha ily módon csak egy nagyon egyszerű lineáris transzformációt rövidítenek.

## Analitikus tulajdonságok

### Nemnegativitás
A teljes értelmezési tartományon nemnegatív, ezért abszolút értéke önmaga, azaz
és
- Bizonyítás: a [2] definíció alapján az I. negyedben nemnegatív (hiszen 1), a másodikban nulla, így mindenhol nemnegatív.

Ez a Hz(x) családnak csak azon tagjaira igaz, melyekre z≥0. Az x = 0 kivételével azonban a család összes többi tagja is mindenütt másutt nemnegatív.

### Korlátosság
A teljes értelmezési tartományon korlátos, hiszen
Az 1. definíció alapján ez nyilvánvaló, hiszen x>0 esetén a függvény legfeljebb 1, és így abszolút értéke is legfeljebb 1; x=0 esetén a függvény 1/2, míg x<0 esetén 0, és az utóbbi esetekben is kisebb 1-nél, de nemnegatív, ezért abszolút értéke önmaga, s így abszolút értéke is kisebb mint 1.
A Hz(x) család többi tagjai is mind korlátosak, csak épp az abszolútérték korlátja nem 1, hanem |z| (hasonlóan bizonyíthatóan az előző gondolatmenethez), tehát: 

### Folytonosság
Nem folytonos, mert 0-ban szakadási helye (ráadásul nem megszüntethető szakadása) van, de 0-t kivéve az értelmezési tartomány összes többi pontjában folytonos. Összességében: majdnem mindenütt folytonos.
Ez igaz a Hz(x) család összes többi tagjára is.

### Derivált
Deriváltja az x = 0 kivételével mindenütt a konstans 0 függvény, tehát 
 
(tehát a H(x) mint függvény deriváltja a 0(x) konstans 0 függvény, míg a H(x) x helyen felvett értéke a 0 szám).
Hiszen a függvény mindenütt konstans, tehát deriváltja, ahol csak létezik, 0. És a 0 helyet kivéve, minden más helyen létezik.
Azonban a deriváltfüggvényt a kibővített valós számok halmazán (ℝ∪{±∞}) értelmezve, a 0 helyen is létezik derivált, mégpedig a Dirac-delta; mivel e helyen a jobb és bal oldali derivált egyaránt +∞.
A deriváltra vonatkozó fenti megállapítások igazak a Hz(x) család összes többi tagjára is.

### Integrál
Integrálja az ún. rámpafüggvény: 

### Fourier-transzformált
Itt {\displaystyle \delta (x)} az ún. Dirac-delta.

## Algebrai tulajdonságok

### Iteráció-stabilitás
Az iterációra („önmagára való alkalmazásra”) nézve nem invariáns, ugyanis H<2>(x) második iteráltja nem önmaga, hanem
Magasabb fokú iteráltjai azonban n = 3-tól kezdve már stabilizálódnak, a harmadik iterált már iteráció-invariáns, sőt iteráció-fix; a stabil iterált pedig a konstans 1 függvény:
Ezt úgy láthatjuk be, hogy az alábbi táblázatban sorról sorra kiszámítjuk az értékeket, minden oszlop értékei az előző oszlop megfelelő cellájában lévő érték H(x) szerinti képe.
| n | x>0      | x=0        | x<0        | H<n>(x) |
| 0 | x        | x          | x          | idℝ |
| 1 | 1        | 1/2        | 0          | H(x) |
| 2 | H(1) = 1 | H(1/2) = 1 | H(0) = 1/2 | {\displaystyle {\mbox{ }}_{{\frac {H_{1}(x)+1}{2}}=\ {\begin{cases}1,&{\mbox{ha }}x\geq 0;\\{\frac {1}{2}},&{\mbox{ha }}x<0\end{cases}}}} |
| 3 | H(1) = 1 | H(1) = 1   | H(1/2) = 1 | 1(x) |
| 4 | H(1) = 1 | H(1) = 1   | H(1/2) = 1 | 1(x) |
| … |          |            |            | |

Ez igaz a Hz(x) család z>0 paraméterű tagjaira is. A z<0 negatív paraméterű tagok iteráltja nem stabilizálódik, hanem az n=1-rendű iterált (az eredeti függvény) és egy másik függvény (az n=2-rendű iterált) közt felváltva ingadozik.

## Diszkrét Heaviside-függvény
Az értelmezési tartomány ℕ-re szűkítésével kapjuk a diszkrét Heaviside-függvényt:
ahol {\displaystyle \delta (k)} a Kronecker-delta-függvény.

## Technikai felhasználása

### Elektronikában
Erősítő, vagy szabályzókör bemenetére egységugrás függvény szerinti jelet (gyakorlatilag négyszögjelet) kapcsolva a kimeneti jel alapján a frekvenciamenetre, és a stabilitásra vonatkozó következtetéseket lehet levonni (a frekvenciamenet vizsgálat pontosabb eredményt ad).

## Kapcsolódó szócikk
- szignumfüggvény